# 75 Cancri
75 Cancri, som är stjärnans Flamsteed-beteckning, är en dubbelstjärna, belägen i den norra delen av stjärnbilden Kräftan. Den har en kombinerad skenbar magnitud av ca 5,98 och är mycket svagt synlig för blotta ögat där ljusföroreningar ej förekommer. Baserat på parallaxmätning inom Hipparcosuppdraget på ca 32,0 mas, beräknas den befinna sig på ett avstånd på ca 102 ljusår (ca 31 parsek) från solen. Den rör sig bort från solen med en heliocentrisk radialhastighet på ca 10 km/s.

## Egenskaper
Primärstjärnan 75 Cancri A är en gul till vit stjärna i huvudserien eller en underjätte av spektralklass G5 IV-V. Den har en massa som är ca 1,2 solmassor, en radie som är ca 1,9 solradier och utsänder från dess fotosfär ca 3,7 gånger mera energi än solen vid en effektiv temperatur av ca 6 000 K.
75 Cancri är en spektroskopisk dubbelstjärna, vilket betyder att de två stjärnorna ligger för nära varandra för att kunna upplösas, men periodiska Dopplerförskjutningar i deras spektra pekar på en förekommande omloppsrörelse. I detta fall kan ljus från båda stjärnorna observeras, och den är en dubbelsidig spektroskopisk dubbelstjärna. Systemets omloppsperiod är 19,41 dygn, och dess excentricitet är 0,19494. Följeslagaren, 75 Cancri B, har en massa ungefär lika med solens och en effektiv temperatur på ca 5 900 K.